# Vulders (Brugge)
Het ambacht van de vulders was, na het ambacht van de wevers, een belangrijk ambacht binnen de stad Brugge.

## Geschiedenis
Veel van de oorkonden die de organisatie van de vulders vastlegden, waren gelijklopend met die van de wolwevers.
De toetreding tot het vuldersambacht vereiste:
- dat men poorter van Brugge was,
- dat men vier jaar opleiding bij een meester had doorlopen,
- dat men een proefwerkstuk had afgewerkt dat werd goedgekeurd,
- dat men de nodige toetredingstaksen en andere kosten had voldaan.

Uitzondering werd gemaakt voor de zoons van leden van het ambacht, die vanaf hun 15 jaar konden toetreden, met een minimale taks.
Ook de productie en het productieproces moest voldoen aan heel precieze voorschriften die tot in de kleinste details werden op schrift gesteld. De lakens die door de wolwevers waren geproduceerd werden afgeleverd ten huize van de vulders. Daar werden ze geïnspecteerd door de deken of de vinders. Het vollen bestond erin het laken dat bij de wolwevers was tot stand gekomen, door de vollers te doen vertrappen in badkuipen, gevuld met ingrediënten zoals volleraarde. Als resultaat vervilte het weefsel en sloot het dicht aaneen. Het was dan klaar om naar de scheerders en de ververs te worden gebracht voor verdere behandeling.
De vulders hadden de heilige Martinus als hun patroon. Ze hadden hun kapel in de Korte Vuldersstraat.
Hun eed bestond uit een deken en acht 'vinders', vier meesters en vier gezellen.
Naarmate de jaren en de eeuwen vorderden, gingen de verschillende textielambachten regelmatig achteruit, gekneld door hun ingewikkelde productieprocessen en achterna gezeten door allerhande concurrentie.